# 山之內站 (廣島縣)
山之內站（日语：／ Yamanouchi eki */?）是位於廣島縣庄原市山內町，西日本旅客鐵道（JR西日本）的藝備線車站。

## 歷史
- 1924年（大正13年）9月20日 - 藝備鐵道（日语：芸備鉄道）開設此站[1]。
- 1933年6月1日：藝備鐵道被國有化，轉為國有鐵道庄原線的車站[2]。
- 1934年（昭和9年）3月15日 - 庄原線此站至備後西城站之間開通。
- 1936年（昭和11年）10月10日 - 庄原線編入至三神線，備中神代站至備後十日市站（現時：三次站）之間為三神線。此站成為三神線車站。
- 1972年（昭和47年）9月1日 - 成為無人車站（簡易委託）[3]。
- 1987年4月1日：隨國鐵分割民營化，車站由西日本旅客鐵道（JR西日本）營運。
- 2008年（平成20年）4月1日 - 終止簡易委託，完全成為無人車站。

## 車站構造

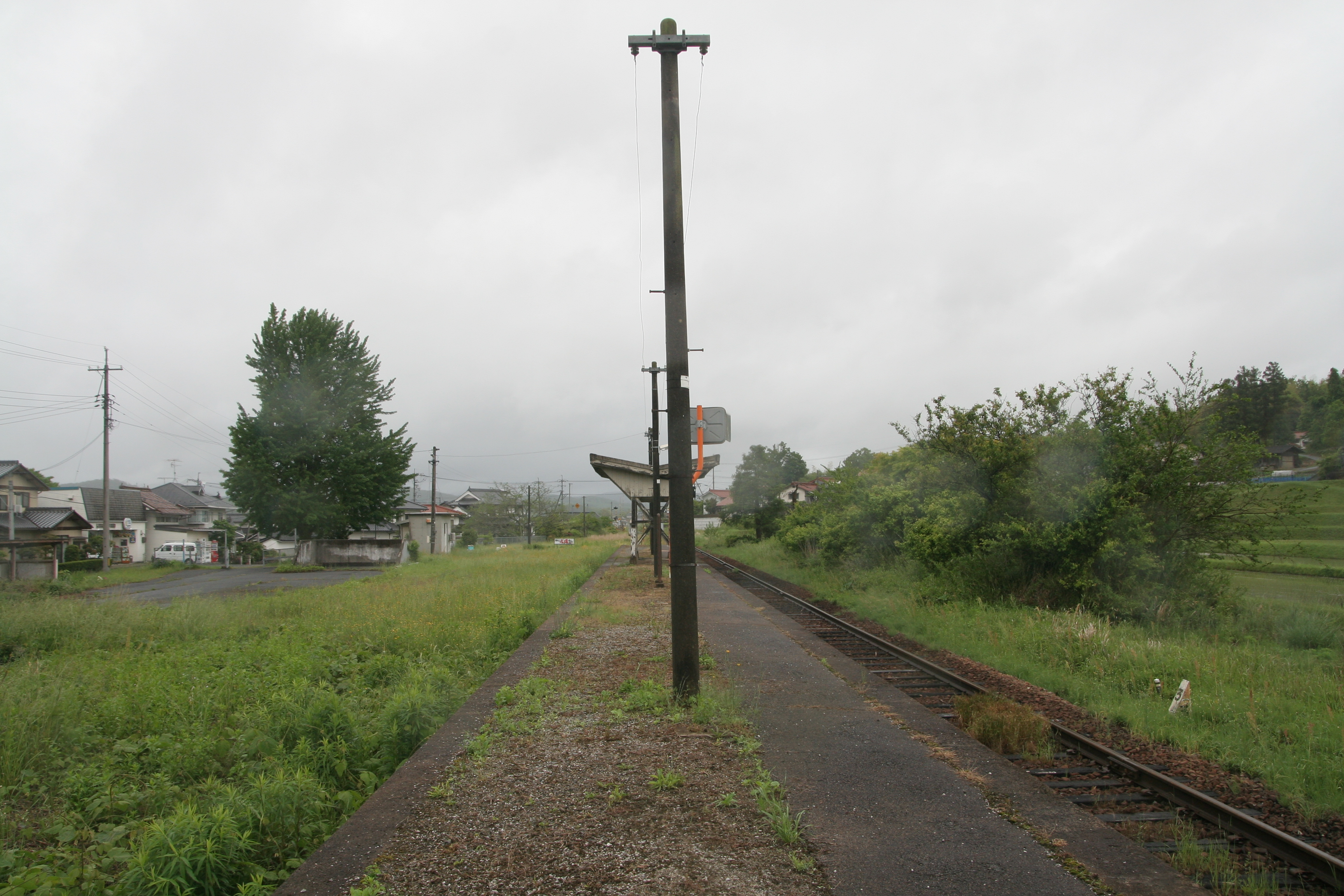
站內（2010年5月26日）

車站是一座地面車站，設有1面1線的單式月台。此站曾經設有1面2線的島式月台，現時其中一邊的月台不再使用。此站設有男女共用旱廁。
此站是由三次鐵道部管理的無人車站。候車室與月台有一段距離。

## 使用狀況
以下為近年1日平均乘車人次列表。
| 年度               | 1日平均 乘車人次 | 參考資料    |
| ------------------ | ---------------- | ----------- |
| 1981年（昭和56年） | 15               |             |
|                    |                  |             |
| 2002年（平成14年） | 9                | [ 4 ]       |
| 2003年（平成15年） |                  |             |
| 2004年（平成16年） |                  |             |
| 2005年（平成17年） |                  |             |
| 2006年（平成18年） |                  |             |
| 2007年（平成19年） |                  |             |
| 2008年（平成20年） |                  |             |
| 2009年（平成21年） |                  |             |
| 2010年（平成22年） |                  |             |
| 2011年（平成23年） | 8                | [ 5 ]       |
| 2012年（平成24年） | 5                | [ 5 ]       |
| 2013年（平成25年） | 2                | [ 5 ]       |
| 2014年（平成26年） | 1                | [ 5 ] [ 6 ] |
| 2015年（平成27年） | 3                | [ 5 ]       |
| 2016年（平成28年） | 1                | [ 5 ]       |
| 2017年（平成29年） | 1                | [ 5 ]       |
| 2018年（平成30年） | 1                |             |

## 車站周邊
- 庄原市立山之內小學
- 山内郵局
- 中國自動車道 - 七塚原服務區（日语：七塚原サービスエリア）
- 圓通寺（日语：円通寺 (庄原市)） - 甲山城內
- 甲山城
- 國道183號（日语：国道183号）
- 廣島縣道230號山內停車場線（日语：広島県道230号山内停車場線）
- 縣立廣島大學庄原校園（步行約30分鐘）

## 相鄰車站
西日本旅客鐵道（JR西日本）
 藝備線
七塚－山之內－下和知

## 注腳
1. ↑  「地方鉄道駅設置」『官報』1924年10月1日（國立國會圖書館數碼化資料）
2. ↑  日本《官報》第1917號「鐵道省告示第205號」，1933年5月25日：第716頁。
3. ↑  日本國有鐵道公示S47.9.1公198
4. ↑  「飲食・小売の出店を科学する出店戦略情報局」之存檔數據
5. 1 2 3 4 5 6 7  國土數値情報 不同站的上下車人次數據
6. ↑   (PDF). 庄原市. 2016年3月  [2017-09-06]. （原始内容存档 (PDF)于2017-09-06） （日语）.

## 外部連結
- 山之內｜車站資訊：JR出門網 - 西日本旅客鐵道（日語）